# Raphistemma
Raphistemma là chi thực vật có hoa trong họ Apocynaceae.